# Paridotea apposita
Paridotea apposita là một loài chân đều trong họ Idoteidae. Loài này được Barnard miêu tả khoa học năm 1965.